# Mytchett
Mytchett – wieś w Anglii, w hrabstwie Surrey, w dystrykcie Surrey Heath. Leży 48 km na południowy zachód od centrum Londynu.